# Passepied
El passepied és una dansa cortesana francesa, i és un ball ràpid.
Durant el període barroc a França, aquesta dansa s'utilitzava exclusivament per ballar, en canvi a Itàlia acostumava a ser el final d'una simfonia instrumental. A finals del període barroc va ser utilitzat també a les suites orquestrals.